# El Mundo
El Mundo és un diari en llengua castellana editat a Madrid. Té un suplement per a Catalunya i una edició per les Illes Balears, dirigida per Agustín Pery. Fou publicat per primera vegada el 1989 i fou fundat per Alfonso de Salas, Pedro J. Ramírez, Balbino Fraga i Juan González. És un diari de dretes molt proper al Partit Popular i crític amb el catalanisme.
A partir de l'atemptat de l'11-M a Madrid ha estat un dels grans divulgador de la teoria de la conspiració que partint de pròpies investigacions i sense suport judicial, intenta demostrar que l'atemptat fou una conspiració per fer fora el president José María Aznar.

## Història
Va aparèixer per primera vegada el 23 d'octubre de 1989 i va ser fundat per Alfonso de Sales, Pedro J. Ramírez, Balbino Fraga, Juan González i Melcior Miralles. Seguint les petjades de l'anterior periòdic dirigit per Pedro J. Ramírez, Diario 16, El Mundo ha dedicat des de sempre importants esforços a la investigació periodística. En aquest sentit, van desvelar els escàndols de corrupció del govern de Felipe González, com el cas Ibercorp i el terrorisme d'Estat del GAL. Aquestes revelacions van tindre una repercussió significativa en l'opinió pública i van influir en el desgast de l'expresident i en la victòria de José María Aznar en 1996.
El diari va recolzar en línies generals al govern d'Aznar. No obstant va qüestionar algunes de les seves accions, especialment les que podien afavorir Prisa —des de l'etapa de González ambdós es van convertir en rivals. El Mundo també va criticar seriosament la Guerra d'Iraq.
El diari va donar un vot de confiança a José Luis Rodríguez Zapatero i va aprovar accions com retirar les tropes d'Iraq o, amb indecisions sobre la seva denominació jurídica, l'aprovació del matrimoni entre persones del mateix sexe. Però va mantenir una línia crítica amb el govern socialista, que actualment és predominant. Entre les seves crítiques estan els pactes amb els nacionalistes perifèrics, que segons El Mundo van portar a reformar l'Estatut d'Autonomia de Catalunya o la temptativa de negociar la pau amb ETA.
Quant a la seva labor investigadora, El Mundo és un dels màxims promotors de les teories que qüestionen la instrucció judicial dels atemptats de l'11 de març de 2004, mostrades com a intents d'aclariment d'aspectes que, a parer seu, estarien sense resoldre.
El 2010, segons els comptes que Unidad Editorial va dipositar davant el Registre Mercantil de Madrid, el diari patia una fallida tècnica a causa del descens de publicitat i de vendes. El diari va haver de rebre un préstec de la seva empresa matriu RCS MediaGroup per valor de 8,8 milions d'euros.
El 28 de maig de 2012 l'editora d'El Mundo va signar un ERO, amb la justificació de la situació econòmica de l'empresa davant el fort descens dels ingressos publicitaris, i després que la redacció ho aprovés per majoria simple. Es va respectar un preacord anterior, fet que va incloure 142 sortides (113 de la redacció central de Madrid i delegacions i 29 del departament corporatiu, documentació i de les revistes Magazine, Metrópoli i Yo Dona). Aquest mateix mes, els treballadors d'El Mundo a Madrid van dur a terme una vaga per protestar contra els directius del diari que havien dut a terme els acomiadaments.
L'any 2016 l'Associació de Dones Periodistes de Catalunya li va atorgar el Premi Males Pràctiques de Comunicació no Sexista, per a pràctiques periodístiques discriminatòries i estereotipades vers les dones en la política.
En 2020 va perdre la segona posició com a diari de distribució estatal més venut a Espanya en favor d'ABC.

## Línia editorial
El diari El Mundo defineix la seva línia editorial com a liberal. En certes qüestions de política exterior va ser crític amb l'últim govern d'Aznar pel seu suport a la guerra de l'Iraq.
Durant l'última legislatura de Felipe González va veure confirmades judicialment les seves investigacions periodístiques i les d'altres mitjans que havien destapat la guerra bruta protagonitzada pels GAL, així com diferents episodis de corrupció que involucraven al PSOE (Filesa) i a alts càrrecs polítics del govern socialista, que finalment serien condemnats en alguns casos, mentre en uns altres el condemnat va ser el mateix diari. Aquesta tendència crítica es va accentuar durant el govern de José Luis Rodríguez Zapatero, en la qual el diari va ser un dels màxims exponents de les anomenades teories de la conspiració de l'11M, basant-se en les seves pròpies especulacions periodístiques no recolzades per la instrucció judicial i en la interpretació de diversos indicis del sumari en relació amb l'atemptat.
Entre els seus columnistes hi ha una certa heterogeneïtat. Les opinions d'alguns dels seus articulistes sobre l'Església Catòlica, la monarquia o els valors conservadors (visible, per exemple, en les columnes d'Antonio Gala, Federico Jiménez Losantos, Raúl del Pozo, Fernando Sánchez Dragó, Luis María Anson, Arcadi Espada o Salvador Sostres) s'allunyen de la línia de diaris netament conservadors com ABC i La Razón.

## Directors
- Pedro J. Ramírez (1989-2014)[9]
- Casimiro García-Abadillo (2014-2015)
- David Jiménez (2015-2016)
- Pedro García Cuartango (2016-2017)
- Francisco Rosell (2017-2022)
- Joaquín Manso (2022-actualitat)[10]

## Edicions regionals i locals
Unidad Editorial ha mantingut una política d'existència d'edicions regionals i locals. Es pot distingir entre les edicions regionals creades en l'última dècada del segle xx, amb capital propi, de les edicions locals creades en la primera dècada del segle xxi, en la que signa aliances amb altres mitjans d'informació locals ja existents i de capital procedent del teixit empresarial local i regional. A finals d'aquesta dècada es comença el tancament de moltes de les més de vint de capçaleres regionals i locals vigents amb què ha arribat a comptar, dins de la política empresarial de reestructuració del grup de comunicació.
| Nom                                                     | ambit territorial      | Inici i fi                             | ISSN           |
| ------------------------------------------------------- | ---------------------- | -------------------------------------- | -------------- |
| El Mundo del Siglo XXI Madrid M2                        | Madrid                 | 23 oct. 1989 - actualitat              | ISSN 1134-4261 |
| ElMundo.es Madrid                                       | Madrid                 | 199? - actualitat                      | ISSN 1697-0187 |
| El Mundo del Siglo XXI de El País Vasco Bizkaia         | Biscaia                | 29 gen. 1992 - actualitat              | ISSN 1138-1361 |
| El Mundo del Siglo XXI de El País Vasco Álava           | Àlaba                  | 5 maig 1993 - 28 oct. 2005             | ISSN 1138-1345 |
| El Mundo del Siglo XXI de El País Vasco Gipuzkoa        | Guipúscoa              | 1993 - 28 oct. 2005                    | ISSN 1138-1353 |
| El Mundo del Siglo XXI País Vasco                       | País Basc              | 29 oct. 2005 - actualitat              | ISSN 1886-2144 |
| El Día del Mundo de Baleares                            | Illes Balears          | 27 gen. 1993 - 8 oct. 1998             | ISSN 1576-6233 |
| El Mundo del Siglo XXI El Día de Baleares               | Illes Balears          | 9 oct. 1998 - actualitat               | ISSN 1576-6888 |
| El Mundo del Siglo XXI Ibiza y Formentera               | Eivissa i Formentera   | 2001 - mar. 2010                       | ISSN 1578-6080 |
| El Mundo del Siglo XXI Castilla y León                  | Castella i Lleó        | 20 nov. 1993 - actualitat              | ISSN 1138-1388 |
| El Mundo del Siglo XXI Valladolid                       | Valladolid             | 29 maig 1991 - 13 maig 2000            | ISSN 1138-1337 |
| El Mundo diario de Valladolid del Siglo XXI             | Valladolid             | 14 maig 2000 - actualitat              | ISSN 1576-6918 |
| La Crónica El Mundo de León                             | Lleó                   | 1998 - 31 mar. 2008                    | ISSN 9968-117X |
| El Mundo de León                                        | Lleó                   | 1 d'abril de 2008 - 22 de març de 2012 | ISSN?          |
| El Mundo El Correo de Burgos                            | Burgos                 | 8 set. 2002 - actualitat               | ISSN 1695-5676 |
| El Mundo Diario de Soria                                | Sòria                  | 10 mar. 2006 - actualitat              | ISSN 1886-7006 |
| El Mundo del Siglo XXI Galicia                          | Galícia                | 29 abr. 1995 - actualitat              | ISSN 1577-6298 |
| El Mundo del Siglo XXI de Catalunya                     | Catalunya              | 20 set. 1995 - actualitat              | ISSN 1138-137X |
| El Mundo del Siglo XXI Andalucía                        | Andalusia              | 21 set. 1996 - actualitat              | ISSN 1575-0086 |
| El Mundo del Siglo XXI Andalucía Sevilla                | Sevilla                | 10 gen. 1999 - actualitat              | ISSN 1576-6977 |
| El Mundo del Siglo XXI Huelva Noticias                  | Huelva                 | 5 juny 2002 - 26 oct. 2010             | ISSN 1695-0968 |
| El Mundo del Siglo XXI Málaga                           | Màlaga                 | 26 nov. 2004 - actualitat              | ISSN 1699-8510 |
| El Mundo del Siglo XXI Almería                          | Almeria                | 2005 - 14 nov. 2008                    | ISSN 1886-3620 |
| El Mundo del Siglo XXI Valencia                         | València               | 2 dec. 1997 - actualitat               | ISSN 1138-5715 |
| El Mundo del Siglo XXI Alicante                         | Alacant                | 2 dec. 1997 - actualitat               | ISSN 1138-5723 |
| El Mundo del Siglo XXI Castellón al Día                 | Castelló               | 2 dec. 1997 - actualitat               | ISSN 1138-5251 |
| El Mundo del Siglo XXI La Gaceta de Canarias            | Illes Canàries         | 18 mar. 2002 - 7 ago. 2002             | ISSN 1579-5551 |
| El Mundo del Siglo XXI La Gaceta de Canarias Las Palmas | Las Palmas             | 8 ago. 2002- 10 nov. 2008              | ISSN 1698-6075 |
| El Mundo del Siglo XXI La Gaceta de Canarias Tenerife   | Santa Cruz de Tenerife | 8 ago. 2002 - 10 nov. 2008             | ISSN 1695-3959 |
| El Mundo del Siglo XXI Cantabria                        | Cantàbria              | 2008 - actualitat                      | ISSN 1134-4261 |
| El Mundo Hoy en Cantabria                               | Cantàbria              | 27 feb. 2008 - 22 oct. 2009            | ISSN 2173-6618 |
| ElMundo.es Cantabria                                    | Cantàbria              | 23 oct. 2009 - actualitat              | ISSN 2171-908X |

## Columnistes
| - Esperanza Aguirre - Leopoldo Alas Mínguez† - Gabriel Albiac - Alfonso Alonso Aranegui - Consuelo Álvarez de Toledo - Alberto Ansola - Luis María Anson - Antonio Burgos - Francisco Buyo - Javier Caraballo - Pedro G. Cuartango - Carlos Cuesta - Eva Díaz Pérez - Arcadi Espada - Esther Esteban - Antonio Gala - Casimiro García-Abadillo - David Gistau - Santiago González - José Luis Gutiérrez 'Erasmo'† - Raúl Heras - Manuel Hidalgo - Isabel Rábago - Fernando Jáuregui - Encarna Jiménez - Federico Jiménez Losantos - Fernando López Agudín - José Luis López de Lacalle† - Juan F. Martín Seco - Gustavo Matías - Javier Memba - Lucía Méndez - Eduardo Mendicutti - Carlos Nicolás - Javier Ortiz† - Rafael Pampillón - Jaime Peñafiel - Beatriz Pottecher - Raúl del Pozo - Victoria Prego - Martín Prieto - Antonio Pulido - Pedro J. Ramírez - Carmen Rigalt - Ángel del Río López - Raúl Rivero - Ernesto Saenz de Buruaga - Felipe Sahagún 'Luis Oz' - Vicente Salaner - Isabel San Sebastián - Fernando Sánchez Dragó - Santos Sanz Villanueva - Francisco Javier Satué - Victor de la Serna Arenillas - Rafael Navarro Cárcel - Justino Sinova - José María Sirvent - Julio Somoano - Javier Tomeo - Carlos Toro - David Torres - Eugenio Trías Sagnier - Francisco Pérez Martínez 'Francisco Umbral'† - Javier Urruticoechea - Luis Antonio de Villena - Santi Cogolludo |

†: mort.